# Christian Gundtoft
Christian Gundtoft (født 1963) er en dansk journalist og studievært på TV2  Bornholm.
Gundtoft blev uddannet journalist fra Danmarks Journalisthøjskole i 1990. Han har efterfølgende været ansat ved Ekstra Bladet, DR og Nordisk Film TV, hvor han var vært på reportageprogrammet 48 Timer, der blev sendt på TvDanmark. På DR har han været reporter på TV-avisen og redaktør og vært på det politiske magasin Indefra, der blev sendt på DR2. På DR1 har han desuden været vært på Forsvundne danskere.